# Gasthaus zum Ochsen (Mannheim)

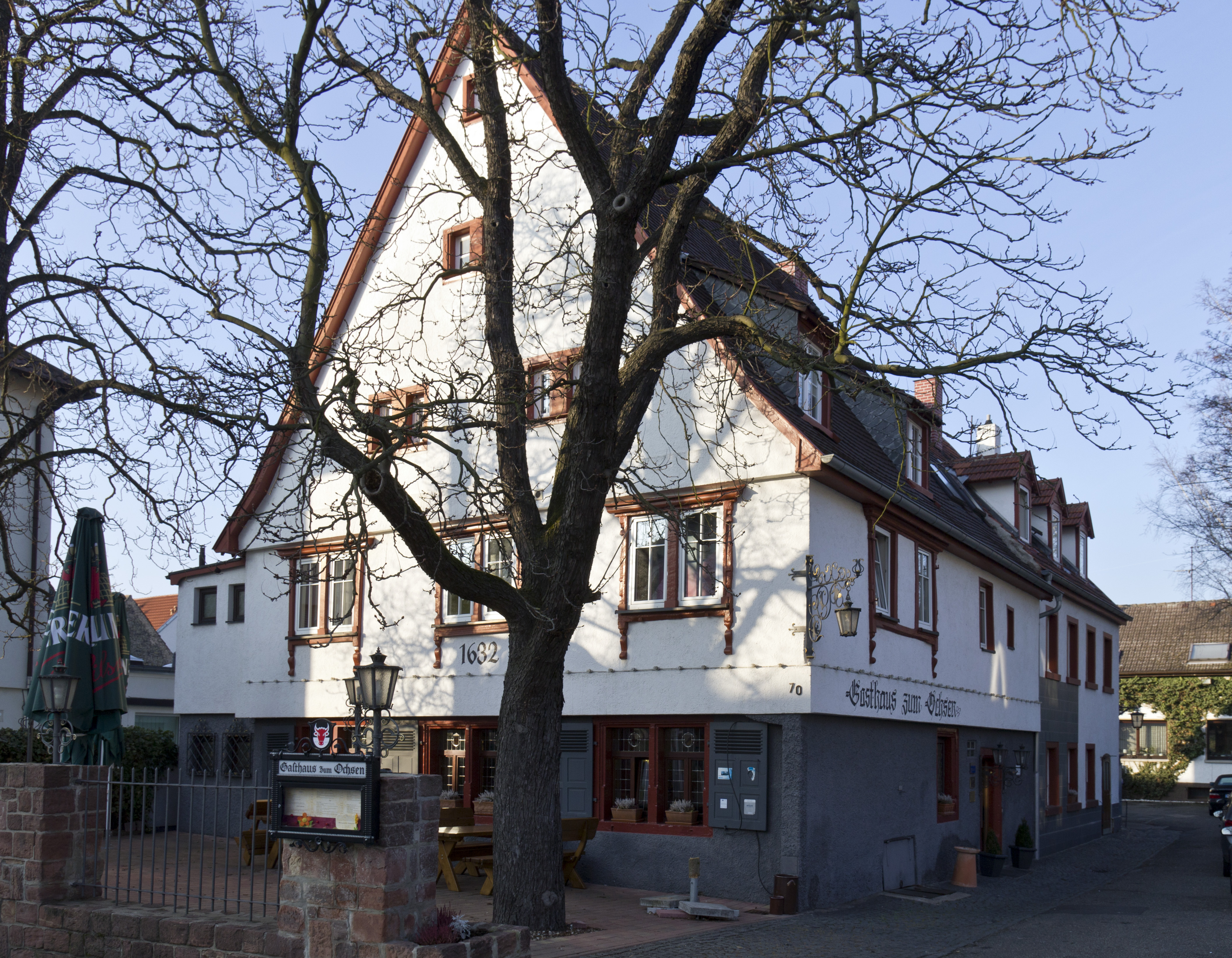
Gasthaus zum Ochsen im März 2012

Das Gasthaus zum Ochsen in Mannheim-Feudenheim, Hauptstraße 70, ist das älteste Gasthaus in Mannheim und der näheren Umgebung. Es steht unter Denkmalschutz.
Ludwig Back, Gerichtsschöffe und Gerichtsbürgermeister, erbaute 1632 den Ochsen. Das aus starken Eichenbalken bestehende Fachwerkobergeschoss wurde 1680 vollendet. Die Familie Back bewirtschaftete den Ochsen danach über 200 Jahre lang.
Die Zerstörung Mannheims im Dreißigjährigen und im Orléanschen Krieg 1632 bzw. 1689 überstand das Gasthaus nahezu unbeschädigt. Ein Bombenangriff 1944 drohte den „Ochsen“ doch noch zu zerstören, doch die Frau des damaligen Besitzers Ludwig Kessler konnte die in den Dachstuhl eingedrungenen Brandbomben unter Einsatz ihres Lebens mit Sand löschen.
Nach dem Krieg wurden die Innenräume des Gasthofs und die Fremdenzimmer neu gestaltet und ausgebaut. Bis heute ist der Gasthof zum Ochsen ein Gastronomiebetrieb.